# Zager and Evans
Zager and Evans var en rockduo som bildades 1968. Duon bestod av Denny Zager och Rick Evans. 1969 kom låten "In the Year 2525" som blev gruppens enda större hitlåt.
Duon försvann två år efter "In the Year 2525" efter ett antal ouppmärksammade album och sånger.

## Diskografi
Studioalbum
- 1969 – 2525 (Exordium & Terminus)
- 1969 – The Early Writing of Zager & Evans
- 1970 – Zager & Evans
- 1971 – Food for the Mind

Singlar
- 1969 – "Mr. Turnkey" / "Cary Lynn Javes"
- 1969 – "In the Year 2525 (Exordium & Terminus)" / "Little Kids"
- 1970 – "Crutches" / "Plastic Park"
- 1970 – "Help One Man Today" / "Yeah 3"
- 1970 – "Listen to the People" / "She Never Sleeps Beside Me"
- 1971 – "Hydra 15,000" / "I Am"
- 1971 – "In the Year 2525" / "Cary Lynn Javes"

Samlingsalbum
- 1995 – In the Year 2525
- 2008 – 2525 (Exordium & Terminus) / Zager & Evans